# دیورتیکولکتومی

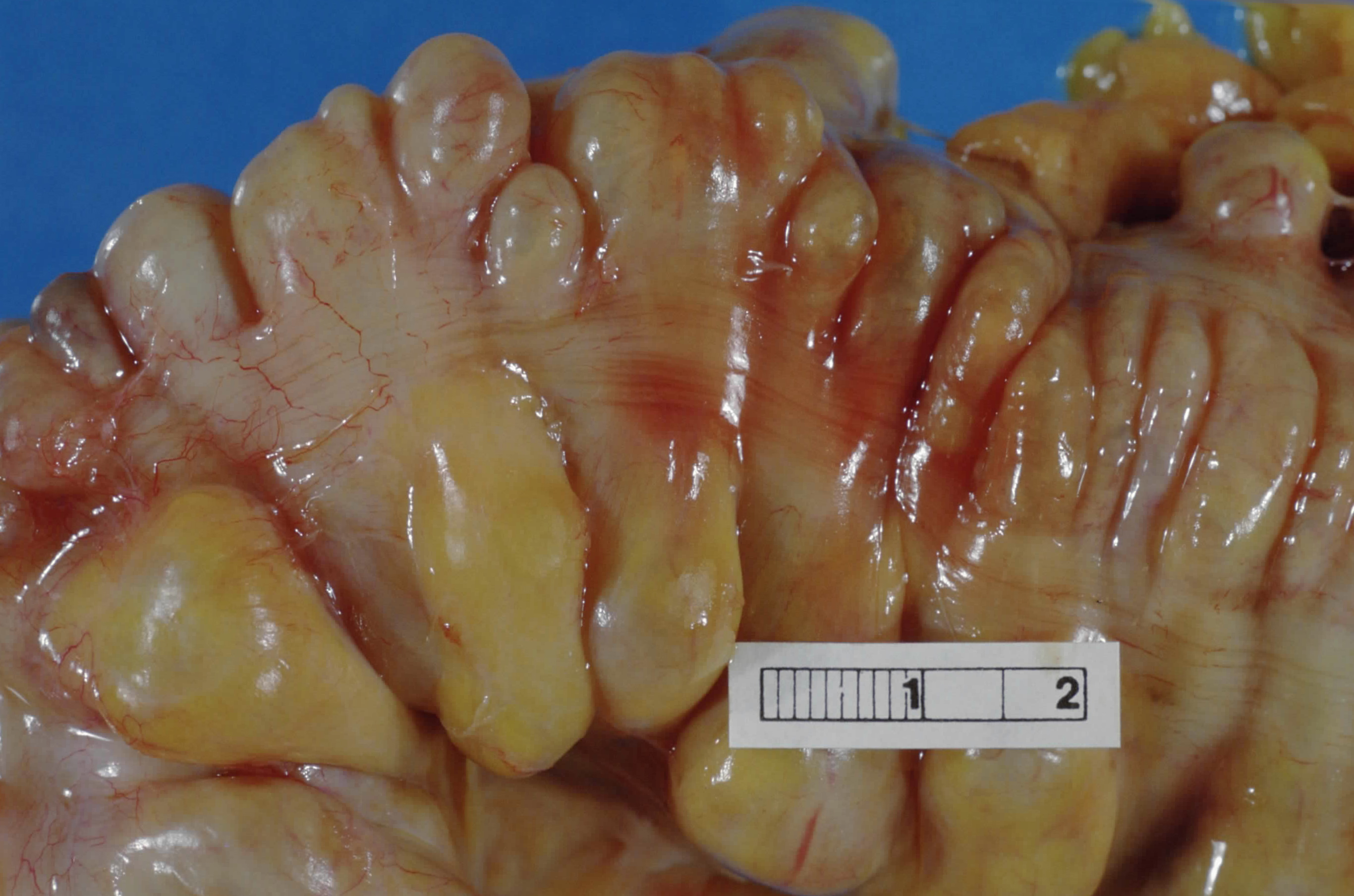
دیورتیکول‌های متعدد سیگموئید

دیورتیکولکتومی (به انگلیسی: Diverticulectomy)  به عمل جراحی برداشتن بیرون زدگی‌های کیسه مانند و غیرطبیعی در اندام‌ها (دیورتیکول)، گفته می‌شود. این دیورتیکولها ممکن است در مری، روده بزرگ، روده باریک (باریک)، مثانه، یا از نوع مکل (نوعی دیورتیکول مادرزادی) باشد.

## اهداف
- این عمل به منظور برطرف نمودن انسداد، چسبندگی، التهاب یا عفونت، درد غیرقابل کنترل، انسداد مجرای صفراوی  یا پانکراس (لوزولمعده)، فیستول در روده باریک (باریک) انجام می‌پزیرد. از  انوع دیگر این عمل جراحی به دیورتیکولکتومی مکل (Meckel's diverticulectomy) می‌توان اشاره کرد.[۲][۳]

## دموگرافی(جمعیت)
حدود ۱۰ تا ۲۵ درصد بیماران مبتلا به دیورتیکولوز به دیورتیکولیت (التهاب دیورتیکول) مبتلا می‌شوند. چیزی در حدود یک سوم افرادی که به دلیل بیماری دیورتیکولار بستری می‌شوند، نیاز به جراحی دارند. درصد  مرگ و میر در بیمارانی که نیاز به جراحی دارند ممکن به حدود ۱۰ درصد برسد.

## تشخیص
- کولونوسکوپی
- سی تی اسکن

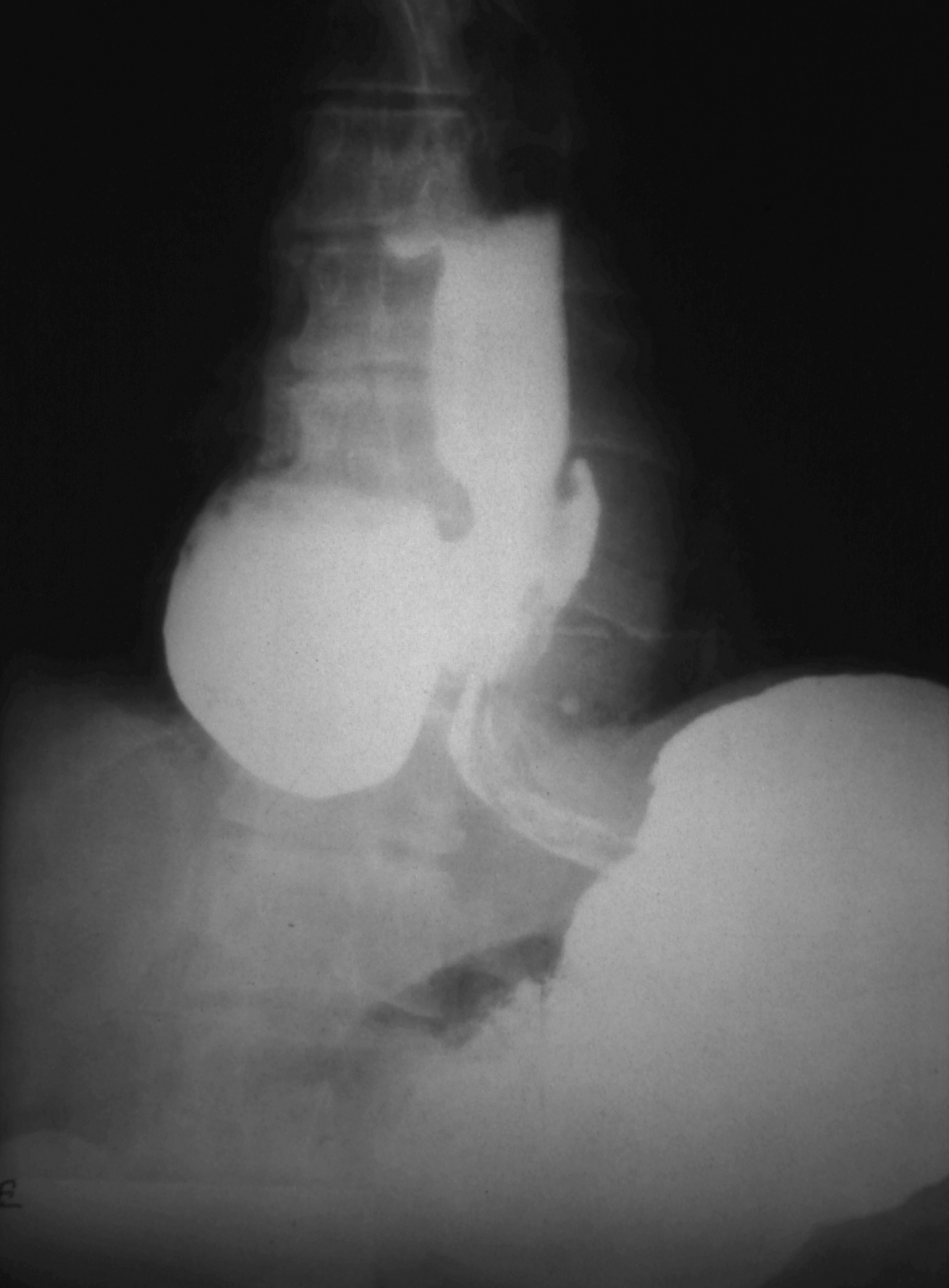
تصویر رادیوگرافی دیورتیکول مری

- افزایش سطح تعداد گلبولهای سفید سرمی خون
- مطالعات باریوم
- رادیوگرافی[۵]
- اعمال جراحی ناحیهٔ شکم با اهداف دیگر
- کالبد شکافی[۶]

## مراقبت‌های قبل از عمل
- ارزیابی و مراقبت‌های قبل از عمل شامل بررسی کامل وضعیت بیمار جهت جلوگیری از اختلالات مهمی که خطر عمل جراحی را افزایش داده یا در روند بهبود اثر سوء دارند، انجام می‌شود. مراقبتهای قبل از عمل به یافته‌های تشخیصی و بررسی‌های قبل از عمل و نوع عمل جراحی بستگی دارد.[۷]
- از جمله:
  - معاینه فیزیکی
  - آزمایش ادرار
  - آزمایش کامل خون
- در بیماران بالای ۴۰ سال:
  - گرفتن الکتروکاردیوگرام
  - آزمایش مدفوع برای کشف خون‌ریزی مخفی
- در این موارد حتماً باید با پزشک یا پرستار مشورت شود:
  - احتمال بارداری
  - داروهای خاص یا مصرف مواد مخدر
- توجهات روز قبل از عمل:
  - منع مصرف برخی داروهای خاص از جمله آسپرین، ایبوپروفن، ویتامین E، وارفارین، کلوپیدوگرل و همچنین مواد مخدر به علت تداخل در ایحاد لخته و بندایش خون.
  - در صورت مصرف مواد مخدر یا سیگار باید جهت ترک با پزشک یا پرستار مشورت شود.
- توجهات روز عمل:
  - عدم خوردن یا آشامیدن ۱۲ ساعت قبل از عمل.
  - مصرف داروهای خاص به همراه یک جرعه کوچک آب.[۸][۹]

## وضعیت قرارگیری بیمار
- این جراحی در وضعیت سوپاین یا خوابیده به پشت انجام می‌شود.

## بیهوشی
- در این عمل از بیهوشی عمومی استفاده می‌شود.

## ست جراحی
در این عمل از ست لاپاراتومی استفاده می‌شود:
- اکارتور روبانی نرم، دیور، آرمی ناوی، ریچاردسون، کلی، بالفور
- هموستات بلند راست، کرو، موسکیتو، کلی
- دسته بیستوری
- انواع پنست: پنست آدسون، کوشینگ، فورستر
- انواع قیچی: متزنبام و میو
- کلمپ‌های لاهی، آلیس، بابکوک
- کلمپ فورستر
- سوزن‌گیر میو
- سر ساکشن پول

علاوه بر وسایل ذکر شده گالی پات و رسیور نیز در ست موجود است.

## شرح عمل
از طریق انسیزیون (برش جراحی) شکمی به ناحیه عمل دسترسی پیدا کرده و به وسیله یک کلمپ پایه دیورتیکول گرفته و از محل اتصال به عضو قطع می‌شود و انتهای دیورتیکول لیگاتور (مسدود) می‌گردد.

## مراقبت‌های بعد از عمل
بعد از اعمال لاپاراتومی حرکات پرستالتیسم (حرکات دودی) دستگاه گوارش به‌طور موقت کاهش می‌یابد.
در بیماران مورد جراحی دستگاه گوارش قرار دادن NGT احتمال پنومونی، و عفونتها را افزایش می‌دهد. لوله بینی-معدی قرار داده شده باید در ۲ تا ۳ روز بعد، از عمل زمانی که از بازگشت حرکات پریستالتیسم اطمینان حاصل شد، برداشته شود.

## خطرات و عوارض احتمالی
- خطرات بیهوشی:
  - واکنش آلرژیک به داروهای بیهوشی.
  - مشکلات تنفسی.
- خطرات جراحی:
  - آسیب به ارگان‌های مجاور در ناحیه عمل.
  - عفونت و سر باز کردن ناحیه عمل.
  - بیرون‌زدگی بافت ار ناحیه عمل که به آن فتق شکافی گفته می‌شود.
  - انسداد  به علت ایجاد بافت جوشگاهی در ناحیه مورد برش در روده.
  - انسداد ناشی از چسبندگی بعد از عمل.[۸]